# جوسيف ميلان
جوسيف ميلان (بالألمانية: Joseph Melan)‏ (و. 1853 – 1941 م) هو مهندس، ومهندس مدني نمساوي، ولد في فيينا، توفي في براغ، عن عمر يناهز 88 عاماً.